# Соболєв Сергій Владиславович
Сергі́й Владисла́вович Со́болєв (нар. 5 вересня 1961, Запоріжжя, Українська РСР, СРСР) — український політик. Народний депутат України. заступник голови фракції Всеукраїнського об'єднання «Батьківщина» у Верховній Раді України. Заступник Голови партії «Батьківщина».

## Освіта та початок кар'єри
У 1983 року закінчив Запорізький державний педагогічний інститут (зараз — Запорізький національний університет, спеціальність: «історія»). У 1996році отримав другу вищу освіту, закінчивши юридичний факультет Київського національного університету імені Тараса Шевченка.
Трудовий шлях розпочав у 1978році на запорізькому оборонному заводі «Гамма», де протягом року був робітником.
Протягом 1983–1985 років;— служив у Збройних Силах СРСР.
Протягом 1985-1986 років після закінчення педінституту та служби в армії працював на Укрграфіті в Запоріжжі.
Протягом 1986–1990 років викладав історію в Запорізькому педагогічному училищі № 1.

## Політична діяльність
До липня 1990 року був членом КПРС. Перейшов до опозиції, ставши до лав Народної Ради.
1990–1994 — народний депутат України 1-го скликання, обраний у Хортицькому виборчому окрузі № 184 Запорізької області. Був лідером депутатської групи «Демократичне відродження України» (був членом однойменної партії), членом Комітету Верховної Ради з питань освіти і науки.
1994–1998 — народний депутат України 2-го скликання. Очолював депутатську групу «Реформи». Був членом Комітету з питань правової політики і судово-правової реформи, заступником голови Контрольної комісії Верховної Ради з питань приватизації. За пропозицією Сергія Соболєва була створена спеціальна парламентська комісія з розслідування діяльності керівництва Чорноморського морського пароплавства (компанії «Бласко»), зупинено дію Указу Президента Леоніда Кравчука «Про державні облігації», яким майно країни закладалося під борги іноземним державам. Брав участь у розробці Конституції України та низки Законів України.
У жовтні 1997 року став одним з керівників новоствореної правоцентристської партії «Реформи і порядок» (ПРП, лідером тоді був Віктор Пинзеник).
1998–2000 — керівник групи експертів товариства з обмеженою відповідальністю «Середньоєвропейська агенція», місто Київ.
З грудня 1999 по квітень 2001 років обіймав пост радника Прем'єр-міністра України Віктора Ющенка.
2002–2006 — народний депутат України 4-го скликання, обраний за списком блоку Віктора Ющенка «Наша Україна» (16-ий номер у списку). Голова підкомітету з питань законодавчого забезпечення діяльності виконавчої влади та державної служби (з адміністративної реформи) Комітету з питань правової політики. З 3 березня до 22 вересня 2005 був постійним представником Президента України Віктора Ющенка у Верховній Раді. Звільнився на знак протесту проти рішення Президента про відставку уряду Юлії Тимошенко. У вересні 2005 очолив парламентську фракцію ПРП.

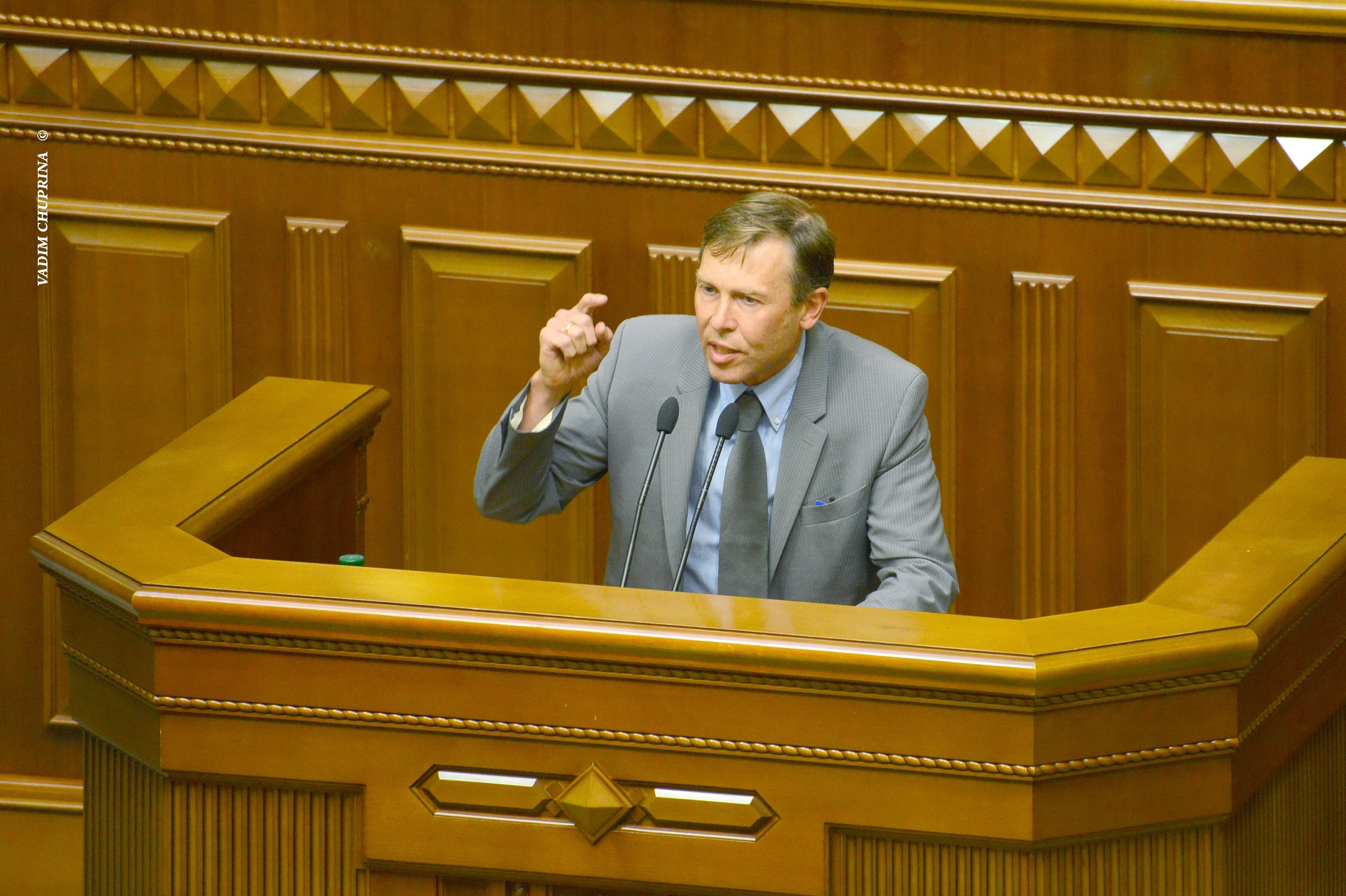
ВЕРХОВНА РАДА УКРАЇНИ

На чергових парламентських виборах 2006 року партія «Реформи і порядок» у складі Громадянського блоку «ПОРА-ПРП» не зуміла подолати тривідсотковий прохідний бар'єр. Проте вже восени 2007-го на дострокових виборах Сергій Соболєв у четвертий раз отримав мандат нардепа за квотою ПРП, яка включилася у виборчу гонку в складі «Блоку Юлії Тимошенко» (на момент виборів очолював групу експертів київського ТОВ «Середньоєвропейська агенція»). У Верховній Раді 6-го скликання очолює підкомітет з питань взаємодії з державними органами, органами місцевого самоврядування, підприємствами, установами та організаціями Комітету з питань правосуддя, є членом Постійної делегації у Парламентській асамблеї Ради Європи. Також є першим заступником голови фракції.
З 20 лютого 2010 року Сергій Соболєв — лідер ПРП. До того часу був заступником голови партії та очолював Запорізьку обласну організацію ПРП.
З 17 березня 2010 — голова опозиційного Кабінету Міністрів, фактичним керівником якого виступає лідер БЮТ Юлія Тимошенко.
З 12 грудня 2012 — народний депутат України 7-го скликання від партії Всеукраїнське об'єднання «Батьківщина», № 8 в списку. Перший заступник голови фракції. Член Комітету з питань правової політики. 21 січня 2013 року був обраний заступником голови української делегації в Парламентській Асамблеї Ради Європи.
15 червня 2013 року, після об'єднання партій «Реформи і порядок» і Всеукраїнське об'єднання «Батьківщина», був обраний одним із заступників лідера «Батьківщини».
Кандидат у народні депутати від «Батьківщини» на парламентських виборах 2019 року, № 4 у списку. 
З 29 серпня 2019 року Сергій Соболєв є народним депутатом фракції «Батьківщина».

## Законодавчі ініціативи
Автор законопроєкту «Про забезпечення прав і свобод громадян на тимчасово окупованій території України», який розробив під час Кримської кризи. За цим законопроєктом Автономна Республіка Крим визнається «тимчасово окупованою територією». 15 квітня 2014 року закон був прийнятий з поправками.

## Сім'я
Українець. Батько Владислав Анатолійович (1935) — працівник Запорізького алюмінієвого комбінату, голова ДСТ. Мати Інна Миколаївна (1935) — лікар-педіатр, пенсіонер. Дружина Ніна Іванівна (1962) — учитель історії. П'ятеро дітей: Юлія (1983), Олена (1986), є син та двійня.
Захоплюється футболом, тенісом та гірськими лижами. Володіє англійською мовою.

## Нагороди та звання
З березня 2000 є державним службовцем 3-го рангу.
Кавалер ордена «За заслуги» III ступеня (24 серпня 2005).